# Discover Airlines
Discover Airlines (fino al 2023 Eurowings Discover) è una compagnia aerea tedesca, di proprietà di Lufthansa Group.
Effettua i propri voli dagli aeroporti di Francoforte sul Meno e Monaco di Baviera, verso popolari destinazioni di vacanza in quattro continenti.

## Storia

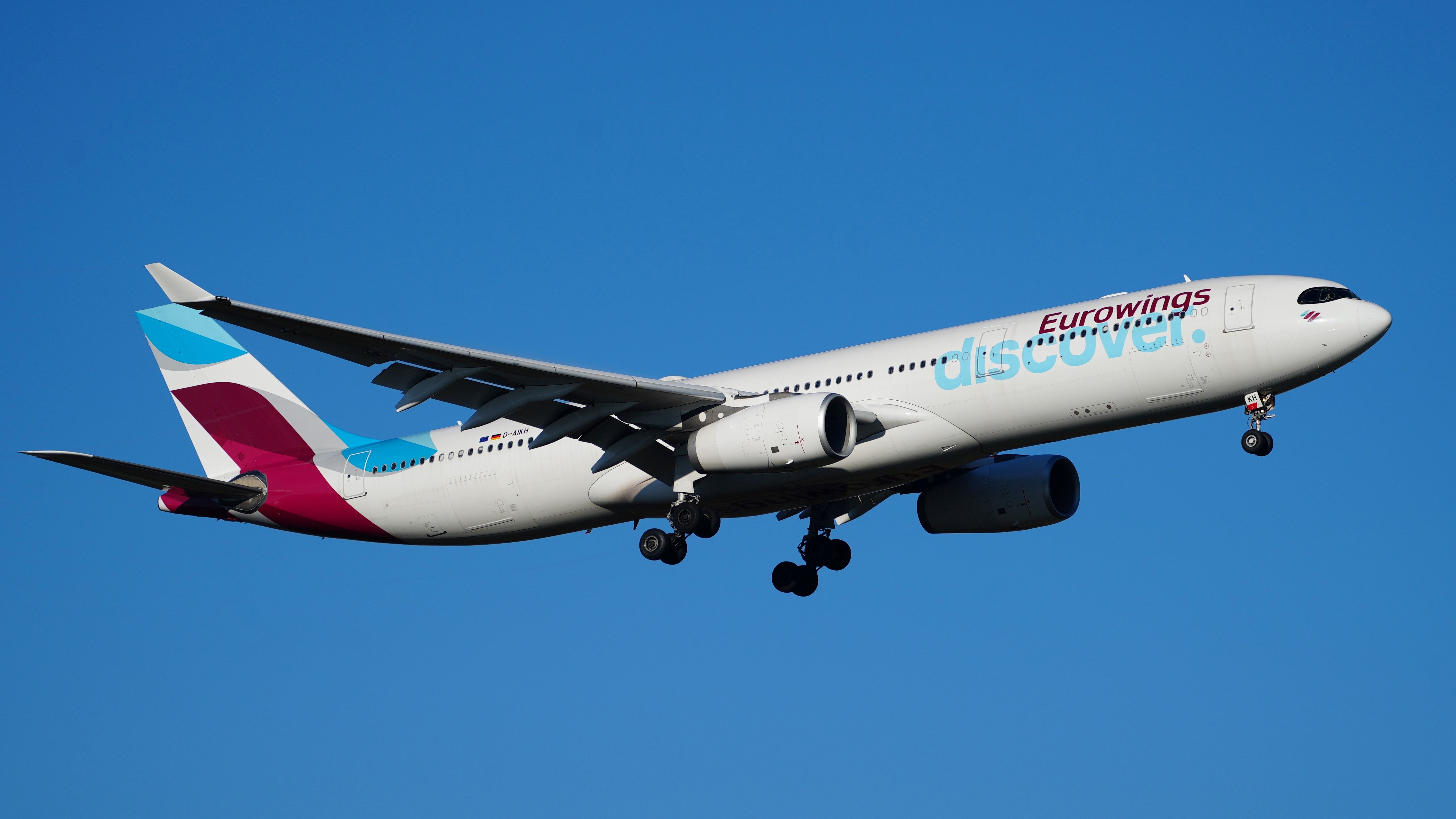
Un Airbus A330-300 in livrea Eurowings Discover

Eurowings Discover è stata fondata nel 2021, effettuando il primo volo il 21 giugno da Francoforte a Mombasa e Zanzibar. In origine operava con logo e livrea molto simili a quelli della compagnia madre Eurowings, dalla quale ha ricevuto anche alcuni degli Airbus A320 e A330 che compongono la sua flotta.
Nelle intenzioni di Lufthansa, la compagnia raggiungerà le destinazioni di vacanza più apprezzate dai viaggiatori tedeschi, andando a fare concorrenza alle compagnie charter già da anni nel settore: TUI fly e Condor Flugdienst. Per questo, nel corso del 2022 ha lanciato nuovi collegamenti verso località del Mediterraneo, nei Caraibi, in America del Nord e in Africa. Nei mesi successivi, Lufthansa ha trasferito anche alcuni dei suoi voli per Canada e Stati Uniti, che da quel momento sono operati con gli aeromobili di Eurowings Discover.
A settembre 2023, Eurowings Discover ha annunciato il cambiamento della propria identità visiva, adottando il nuovo nome di Discover Airlines, oltre a una diversa livrea col logo composto da sfumature di giallo e blu. Da allora, gradualmente molti aerei stanno ricevendo la nuova livrea per distinguersi da quelli di Eurowings.

## Destinazioni
Al 2025 Discover Airlines vola verso oltre 60 destinazioni, in Africa, America del Nord e centrale ed in Europa. La maggior parte dei voli è effettuata dall'hub di Francoforte sul Meno, mentre i collegamenti di medio raggio sono effettuati anche da Monaco di Baviera.

## Flotta

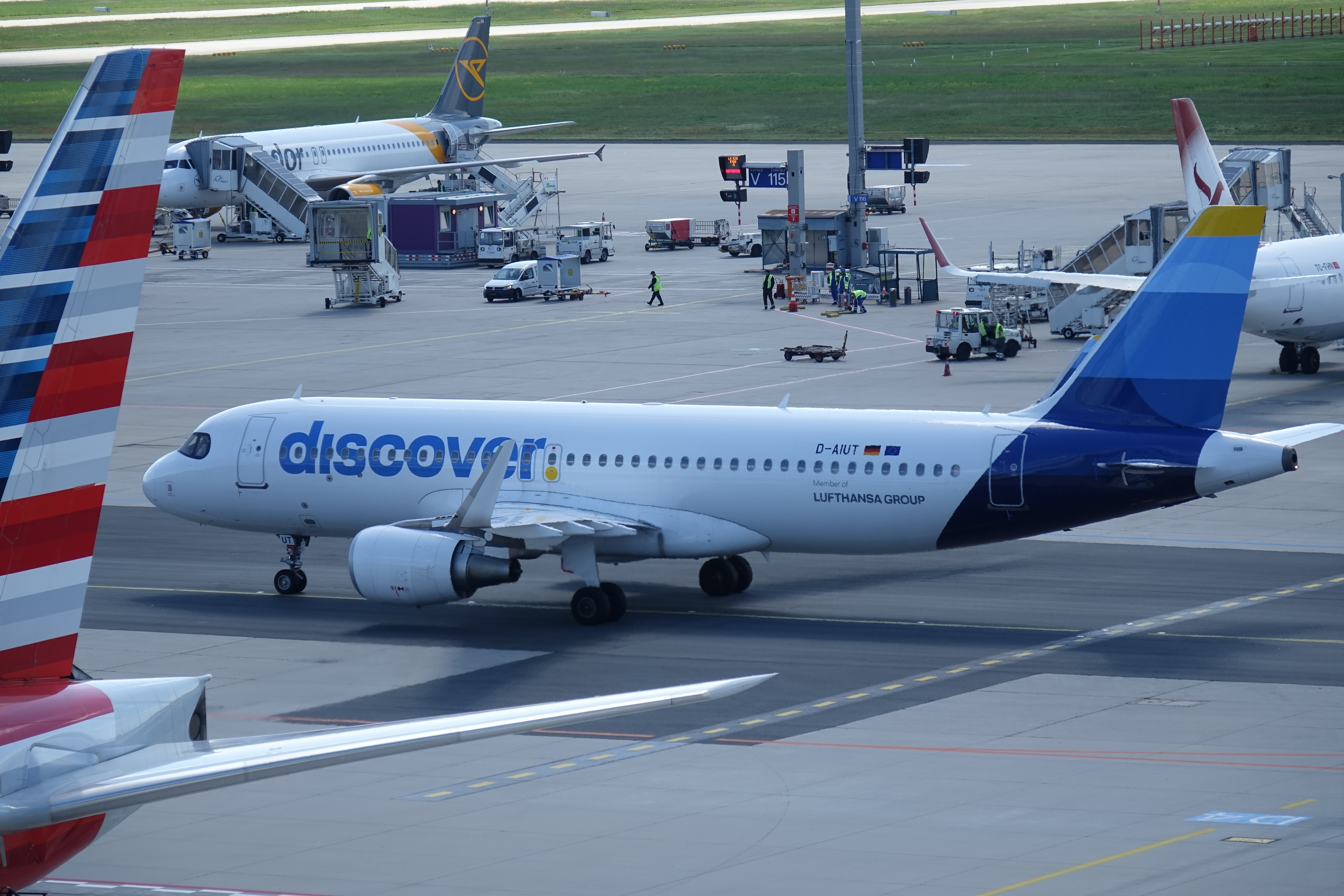
Un Airbus A320-200.

Ad aprile 2025, la flotta di Discover Airlines è composta dai seguenti aerei: